# Tippu Tip
Tippu Tip, celým jménem Hamad bin Muḥammad bin Jumah bin Rajab bin Muḥammad bin Sa‘īd al-Murghabī (1832? Zanzibar — 14. června 1905 Zanzibar) byl tanzanský obchodník s otroky a slonovinou, který v poslední třetině 19. století fakticky ovládal se svojí soukromou armádou rozsáhlé území v oblasti Velkých afrických jezer.
Pocházel ze smíšené arabsko-černošské rodiny. V roce 1860 byl zanzibarským sultánem vyslán v čele karavany k jezeru Tanganika, aby získával otroky pro práci na zanzibarských plantážích hřebíčku. Postupně založil soukromé impérium se sídlem v Nyangwe a díky své obchodní zdatnosti se stal jedním z nejbohatších lidí své doby, vlastnící až deset tisíc otroků. Evropští badatelé pronikající do nitra černého kontinentu byli závislí na Tippu Tipově pomoci. V roce 1876 s pěti sty svých vojáků se osobně zúčastnil Stanleyovy expedice po řece Lualaba). Cestovatelé ho líčili jako člověka velmi bezohledného, ale také obdařeného mimořádnou inteligencí a charismatem. Po založení Svobodného státu Kongo byl jmenován guvernérem oblasti Boyomských vodopádů, ale brzy se dostal s novými pány do konfliktu a po sérii neúspěšných bitev s vládními jednotkami se vrátil na Zanzibar, kde žil z výnosu svých plantáží. Napsal paměti, které byly ze svahilštiny přeloženy do angličtiny.
Původ přezdívky Tippu Tip je nejasný. Podle jedné teorie byla způsobena nervovou chorobou, která mu způsobovala záškuby ve tváři, podle jiné tak domorodci napodobovali zvuk střelných zbraní, který patřil ke každé Tippu Tipově výpravě.